# Lucie Chan
Lucie Chan (née en 1975) est une artiste visuelle canadienne née au Guyana. Son œuvre utilise diverses techniques, notamment des dessins à grande échelle et des installations dans le but d'approfondir les questions d'identité et de race.

## Biographie
Lucie Chan est née à Georgetown, au Guyana. Elle immigre ensuite à Halifax, en Nouvelle-Écosse, au Canada. Chan a obtenu un baccalauréat en beaux-arts de l'Alberta College of Art and Design et une maîtrise en beaux-arts du Nova Scotia College of Art and Design en 2001,. Elle vit et travaille à Vancouver, en Colombie-Britannique, où elle est professeure agrégée de dessin à l'Emily Carr University of Art and Design.

## Distinctions
Elle a été nommée pour le Sobey Art Award en 2010.

## Expositions personnelles
- 2001 : Mek Back Shaky Baby Mek Back (Galerie Anna Leonowens, Collège d'art et de design de la Nouvelle-Écosse, Halifax, Nouvelle-Écosse)
- 2002 : Something to Carry (Mount Saint Vincent Art Gallery, Halifax, Nouvelle-Écosse).
- 2006 : Tears, and in Between (Foreman Art Gallery de l'Université Bishop's, Sherbrooke, Québec).
- 2007 : Lucie Chan : Between, and in tears, Art Gallery of Nova Scotia[7].
- 2018 : How to Be 57 (Kitchener Waterloo Art Gallery, Kitchener, Ontario).